# Leptopteromyia
Leptopteromyia is een vliegengeslacht uit de familie van de roofvliegen (Asilidae).

## Soorten
- L. americana Hardy, 1947
- L. argentinae Martin, 1971
- L. brasilae Martin, 1971
- L. colombiae Martin, 1971
- L. gracilis Williston, 1908
- L. lopesi Martin, 1971
- L. mexicanae Martin, 1971
- L. peruae Martin, 1971